# Ермолино (Рыбинский район)
Ермо́лино — деревня Назаровского сельского округа Назаровского сельского поселения Рыбинского района Ярославской области.
Деревня расположена в северо-западной части сельского поселения, непосредственно на северной окраине микрорайона Слип города Рыбинск. Она стоит на правом берегу текущего с востока на запад ручья Крутец. На том же берегу, ниже по течению, перед его впадением в речку Селянка стоит деревня Селишко. На противоположном берегу Крутца, к югу, ближе к городу стоит деревня Ивашево .
На 1 января 2007 года в деревне числилось 8 постоянных жителей . Городское почтовое отделение Рыбинск-6 обслуживает в деревне 27 домов.